# Joseph Biondo
Joseph Biondo (16 de abril de 1897, Barcellona Pozzo di Gotto, Reino de Italia – 10 de junio de 1966, Nueva York; pronunciado "bee-ON-doh") también conocido como "JB", "Joe Bandy", "Joe the Blonde", y "Little Rabbit", fue un mafioso neoyorquino de la familia criminal Gambino quien estuvo muy involucrado en las actividades de apuestas ilegales. Biondo también fue el subjefe de la familia por aproximadamente ocho años.

## Biografía
Nació en Barcellona Pozzo di Gotto en Sicilia y emigró a Nueva York. Vivió en el Lower East Side, donde se involucró con futuros miembros de la Cosa Nostra. Biondo medía 1.93 metros y pesaba 81 kilos. Vivió luego en el barrio de Jackson Heights en Queens y fue propietario de una cabaña de verano en Long Beach, Nueva York. Estuvo casado con Louise Volpe.
Los primeros registros criminales de Biondo incluían arrestos por extorsión, homicidio y posesión ilegal de armas de fuego. Era conocido por ser soldado de la familia criminal de Salvatore D'Aquila y un confederado de Umberto Valenti en el contrabando de licores. En 1919, Biondo fue condenado por un cargo de narcotráfico. En agosto de 1922, Biondo fue acusado de asesinato por una pelea de pandillas en la que murió otro gánster, pero el cargo fue luego dejado de lado. En 1930, fue condenado por poseer un revólver y recibió una sentencia de libertad condicional. 
Durante la era de la Prohibición, Biondo se involucró en el contrabando de licores. Se convirtió en aliado cercano del contrabandista Dutch Schultz y del mafioso Charles "Lucky" Luciano, y actuaba frecuentemente como un intermediario entre ellos.  En 1931, Biondo ayudó a Luciano en el asesinato del jefe de la Cosa Nostra Salvatore Maranzano.
Con el levantamiento de la prohibición, Biondo empezó a trabajar en la extorsión sindical de la industria del taxi. Durante los años 1930, Biondo era cercano al mando pero se mantuvo alejado del mismo. Era propietario de un negocio de embarque en Queens, una oficina inmobiliaria en Long Beach, y una concesionaria de automóviles en Flatbush, Brooklyn.
A inicios de 1938, Biondo fue acusado de cargos de extorsión a compañías de taxi. El 13 de julio de 1938, un detective del Departamento de Policía de Nueva York lo arrestó en Queens luego de verlo manejando junto a una mujer. Biondo cooperó con el arresto y fue enviado a prisión. El 24 de junio de 1942, un juez desestimó la acusación de 1938 contra él porque ninguno de los acusados habían sido llevado a juicio.
En 1957, Biondo y el subjefe Carlo Gambino conspiraron para asesinar al jefe de la familia Albert Anastasia en una barbería de Manhattan. Cuando Gambino tomó el control luego de la muerte de Anastasi, nombró a Biondo como subjefe.
En 1965, Gambino quedó insatisfecho con la independencia de Biondo y lo reemplazó en el cargo de subjefe con Aniello Dellacroce. Junto con el mafioso Sam DeCavalcante de la familia criminal DeCavalcante, Biondo había ganado varios ingresos de un relleno sanitario en Nueva Jersey. Sin embargo, Biondo había escondido este nuevo ingreso a Gambino para evitar tener que compartirlo con la familia. DeCavalcante luego reveló el engaño a Gambino quien entonces sacó a Biondo del cargo. 

## Muerte
Joseph Biondo murió en Nueva York de causas naturales el 10 de junio de 1966. Está enterrado en el Maple Grove Cemetery en Queens.